# Karviná
Karviná (in polacco: Karwina, in tedesco: Karwin) è una città della Regione di Moravia-Slesia, nel nord-est della Repubblica Ceca, capoluogo del distretto omonimo.

## Storia
Fino al XIX secolo fu solo un villaggio di scarsa importanza dell'Alta Slesia, situato vicino all'importante città di Fryštát. La scoperta del carbone portò a un rapido sviluppo Karviná e i villaggi circostanti, a cui fece seguito l'arrivo della ferrovia. Dopo il conflitto confinario cecoslovacco-polacco, nel 1920 entrò a far parte della Cecoslovacchia come principale centro minerario del paese. Nel 1923 acquisì lo status di città. Nell'ottobre del 1938 fu annessa dalla Polonia, insieme a tutta la regione conosciuta come Zaolzie e durante la Seconda guerra mondiale fu parte della Germania nazista. Dopo la guerra tornò ad essere parte della Cecoslovacchia. Nel 1948 Karviná, Fryštát ed i villaggi finitimi di Darkov, Raj e Staré Město vennero fusi assieme e il nuovo centro prese il nome di Karviná. Lo stemma di Fryštát venne scelto come stemma di tutto l'agglomerato urbano, di cui Fryštát costituisce il centro storico.
Il periodo dopo la seconda guerra mondiale si caratterizzò per l'orientamento economico verso l'industria pesante. A cavallo tra il XX e il XXI secolo, pur mantenendo uno spiccato carattere industriale, l'economia andò incontro ad una ristrutturazione.
Karviná è anche un importante centro culturale e scolastico della minoranza polacca in Repubblica Ceca.

## Amministrazione

### Gemellaggi
Karviná è gemellata con le seguenti città:
- Jaworzno
- Rybnik
- Wodzisław Śląski